# Töv
L'aïmag de Töv (en mongol : ᠲᠥᠪ
ᠠᠶᠢᠮᠠᠭ, en mongol cyrillique : Төв аймаг, signifiant « aïmag central ») est une des 21 provinces de Mongolie. Elle est située au centre du pays, autour de la municipalité capitale d'Oulan-Bator.

## Géographie
L'aïmag inclut la partie ouest des monts Khentii, des montagnes autour de la capitale et des steppes dans le sud et l'ouest.
Le mont Erdeni Uula à 2 084 mètres.
La rivière principale de l'aimag est la Toula, qui traverse Oulan-Bator pour se jeter plus loin dans le fleuve Orkhon.

## Culture
Le monastère de Manzushir Khiid se trouve près de Zuunmod dans l'Aire strictement protégée de Bogd-Khan-Uul. Il a été fondé en 1733 et abritait 20 temples et 300 moines.
La plupart du site a été détruit[Quand ?] par les communistes.[réf. nécessaire]
Le dernier temple a été restauré avec l'arrivée de la démocratie en Mongolie[réf. nécessaire]. Un petit musée a été aménagé.

## Subdivisions administratives

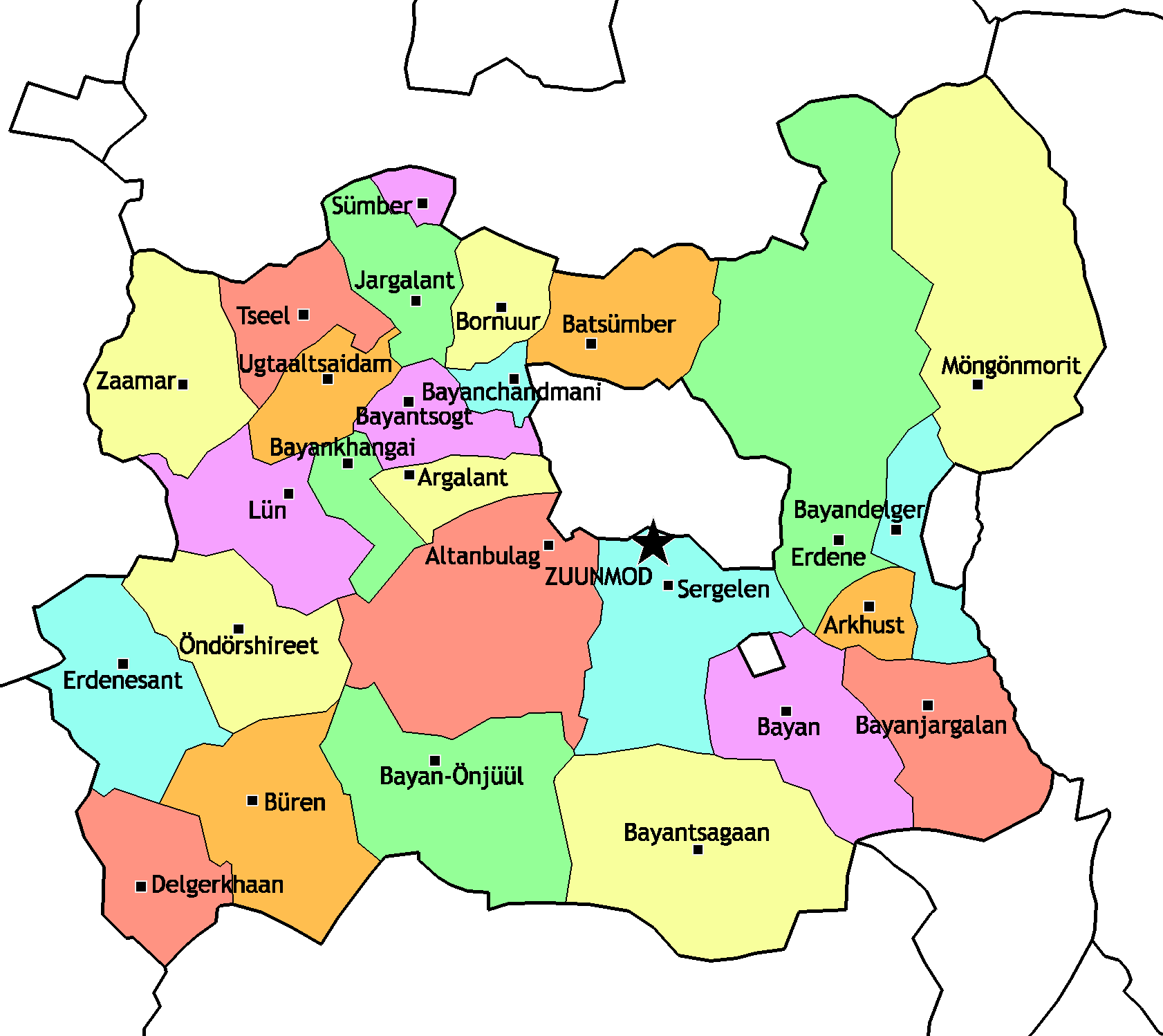
Carte administrative.

| Sum             | Mongol       |
| Altanbulag      | Алтанбулаг   |
| Arkhust         | Архуст       |
| Argalant        | Аргалант     |
| Bayan           | Баян         |
| Bayankhangay    | Баянхангай   |
| Bayandelger     | Баяндэлгэр   |
| Bayanjargalan   | Баянжаргалан |
| Bayanchandman   | Баянчандмань |
| Bayantsogt      | Баянцогт     |
| Bayan-Öndschüül | Баян-Өнжүүл  |
| Bayantsagaan    | Баянцагаан   |
| Batsümber       | Батсүмбэр    |
| Bornuur         | Борнуур      |
| Büren           | Бүрэн        |
| Delgerkhaan     | Дэлгэрхаан   |
| Erdene          | Эрдэнэ       |
| Erdenesant      | Эрдэнэсант   |
| Jargalant       | Жаргалант    |
| Lün             | Лүн          |
| Möngönmort      | Мөнгөнморьт  |
| Öndörshireet    | Өндөрширээт  |
| Sergelen        | Сэргэлэн     |
| Sümber          | Сүмбэр       |
| Tseel           | Цээл         |
| Ugtaal          | Угтаал       |
| Zaamar          | Заамар       |
| Zuunmod         | Зуунмод      |